# Slovaquie aux Jeux olympiques d'été de 2000
La Slovaquie participe aux Jeux olympiques d'été de 2000 à Sydney en Australie. Il s'agit de sa deuxième participation à des Jeux d'été. Elle y remporte cinq médailles : une en or, trois en argent et une en bronze, se situant à la trente - neuvièmes place des nations au tableau des médailles. L'athlète Slavomír Kňazovický est le porte-drapeau d'une délégation Slovaques comptant 64 sportifs.

## Nombre d'athlètes qualifiés par sport
Voici la liste des qualifiés et sélectionnés Slovaques par sport (remplaçants compris) :
| Sport       | Hommes | Femmes | Total |
| ----------- | ------ | ------ | ----- |
| Athlétisme  | 17     | 1      | 18    |
| Aviron      | 1      | 0      | 1     |
| Basket-ball | 0      | 11     | 11    |
| Canoë-kayak | 16     | 3      | 19    |
| Cyclisme    | 7      | 0      | 7     |

## Médailles
| Sport              | Discipline | Sportifs                              | Performance |
| Médailles d'or : 1 |            |                                       |             |
| Canoë-kayak        | C2         | Pavol Hochschorner Peter Hochschorner | 237.74      |

| Sport                  | Discipline | Sportifs        | Performance |
| Médailles d'argent : 1 |            |                 |             |
| Canoë-kayak            | C1         | Michal Martikán | 233.76      |

| Sport                   | Discipline | Sportifs     | Performance |
| Médailles de bronze : 1 |            |              |             |
| Canoë-kayak             | C1         | Juraj Minčík | 234.22      |

## Athlétisme

### Hommes
| Athlète                                                            | Épreuve              | Séries        | Séries      | Quarts de finale | Quarts de finale | Demi-finales | Demi-finales | Finale          | Finale  |
| Athlète                                                            | Épreuve              | Temps         | Rang        | Temps            | Rang             | Temps        | Rang         | Temps           | Rang    |
| ------------------------------------------------------------------ | -------------------- | ------------- | ----------- | ---------------- | ---------------- | ------------ | ------------ | --------------- | ------- |
| Marian Vanderka                                                    | 200 m                | 21 s 28       | 6e          | Eliminé          | Eliminé          | Eliminé      | Eliminé      | Eliminé         | Eliminé |
| Stefan Balosak                                                     | 400 m                | 46 s 42       | 5e          | Eliminé          | Eliminé          | Eliminé      | Eliminé      | Eliminé         | Eliminé |
| Robert Stefko                                                      | Marathon             | Non disputé   | Non disputé | Non disputé      | Non disputé      | Non disputé  | Non disputé  | DNF             | /       |
| Igor Kováč                                                         | 110 m haies          | DNS           | /           | Eliminé          | Eliminé          | Eliminé      | Eliminé      | Eliminé         | Eliminé |
| Radoslav Holubek                                                   | 400 m haies          | 51 s 18       | 7e          | Eliminé          | Eliminé          | Eliminé      | Eliminé      | Eliminé         | Eliminé |
| Radoslav Holubek Marcel Lopuchovsky Marian Vanderka Stefan Balosak | Relais 4 × 400 m     | 3 min 09 s 54 | 6e          | Eliminé          | Eliminé          | Eliminé      | Eliminé      | Eliminé         | Eliminé |
| Igor Kollár                                                        | 20 kilomètres marche | Non disputé   | Non disputé | Non disputé      | Non disputé      | Non disputé  | Non disputé  | 1 h 26 min 31 s | 31e     |
| Robert Valicek                                                     | 20 kilomètres marche | Non disputé   | Non disputé | Non disputé      | Non disputé      | Non disputé  | Non disputé  | 1 h 30 min 46 s | 41e     |
| Peter Tichy                                                        | 50 kilomètres marche | Non disputé   | Non disputé | Non disputé      | Non disputé      | Non disputé  | Non disputé  | 3 h 54 min 47 s | 17e     |
| Stefan Malik                                                       | 50 kilomètres marche | Non disputé   | Non disputé | Non disputé      | Non disputé      | Non disputé  | Non disputé  | 3 h 56 min 44 s | 20e     |
| Peter Korcok                                                       | 50 kilomètres marche | Non disputé   | Non disputé | Non disputé      | Non disputé      | Non disputé  | Non disputé  | 3 h 58 min 46 s | 23e     |

| Athlète           | Épreuve           | Qualification | Qualification | Finale      | Finale  |
| Athlète           | Épreuve           | Performance   | Rang          | Performance | Rang    |
| ----------------- | ----------------- | ------------- | ------------- | ----------- | ------- |
| Milan Haborak     | Lancer du poids   | 20,00 m       | 6e            | 19,06 m     | 11e     |
| Mikuláš Konopka   | Lancer du poids   | 18,99 m       | 23e           | Eliminé     | Eliminé |
| Libor Charfreitag | Lancer du marteau | 72,52 m       | 30e           | Eliminé     | Eliminé |
| Miroslav Konôpka  | Lancer du marteau | 70,55 m       | 32e           | Eliminé     | Eliminé |
| Marian Bokor      | Lancer du javelot | 75,49 m       | 27e           | Eliminé     | Eliminé |

### Femmes
| Athlète          | Épreuve              | Séries      | Séries      | Quarts de finale | Quarts de finale | Demi-finales | Demi-finales | Finale          | Finale |
| Athlète          | Épreuve              | Temps       | Rang        | Temps            | Rang             | Temps        | Rang         | Temps           | Rang   |
| ---------------- | -------------------- | ----------- | ----------- | ---------------- | ---------------- | ------------ | ------------ | --------------- | ------ |
| Zuzana Blazekova | 20 kilomètres marche | Non disputé | Non disputé | Non disputé      | Non disputé      | Non disputé  | Non disputé  | 1 h 44 min 03 s | 43e    |

## Aviron

### Hommes
| Athlète(s) | Compétition | Série         | Série | Repêchage     | Repêchage | Demi-finale   | Demi-finale | Finale                 | Finale |
| Athlète(s) | Compétition | Temps         | Rang  | Temps         | Rang      | Temps         | Rang        | Temps                  | Rang   |
| ---------- | ----------- | ------------- | ----- | ------------- | --------- | ------------- | ----------- | ---------------------- | ------ |
| Jan Ziska  | Skiff       | 7 min 26 s 21 | 3e    | 7 min 14 s 31 | 2e        | 7 min 26 s 51 | 4e          | Finale B 7 min 06 s 96 | 4e     |

## Basket-ball

### Femmes
- Martina Luptakova
- Martina Godalyova
- Renata Hirakova
- Zuzana Žirková
- Slavka Frniakova
- Anna Kotočová
- Marcela Kalistova
- Alena Kovacova
- Livia Libicova
- Katarina Polakova
- Dagmar Hut'kova
- Coach : Lubomir Dousek

| Épreuve     | Phase de groupes     | Phase de groupes     | Phase de groupes        | Phase de groupes      | Phase de groupes       | Quart de Finale          | Demi-finale         | Finale / MB         | Rang    |
| Épreuve     | Adversaire Résultat  | Adversaire Résultat  | Adversaire Résultat     | Adversaire Résultat   | Adversaire Résultat    | Adversaire Résultat      | Adversaire Résultat | Adversaire Résultat | Rang    |
| ----------- | -------------------- | -------------------- | ----------------------- | --------------------- | ---------------------- | ------------------------ | ------------------- | ------------------- | ------- |
| Basket-ball | Défaite Brésil 60-76 | Défaite France 51-58 | Défaite Australie 47-70 | Victoire Canada 68-56 | Victoire Sénégal 68-32 | Défaite États-Unis 43-58 | Eliminé             | Eliminé             | Eliminé |

## Canoe-Kayak

### Slalom

#### Hommes
| Athlète                               | Compétition | Éliminatoires | Éliminatoires | Finale | Finale             |
| Athlète                               | Compétition | Temps         | Rang          | Temps  | Rang               |
| ------------------------------------- | ----------- | ------------- | ------------- | ------ | ------------------ |
| Péter Nagy (sk)                       | K1          | 262.16        | 12e           | 234.03 | 12e                |
| Juraj Mincik                          | C1          | 267.16        | 4e            | 234.22 | Médaille de bronze |
| Michal Martikan                       | C1          | 262.69        | 1er           | 233.76 | Médaille d'argent  |
| Pavol Hochschorner Peter Hochschorner | C2          | 269.13        | 1er           | 237.74 | Médaille d'or      |

#### Femmes
| Athlète             | Compétition | Éliminatoires | Éliminatoires | Finale | Finale |
| Athlète             | Compétition | Temps         | Rang          | Temps  | Rang   |
| ------------------- | ----------- | ------------- | ------------- | ------ | ------ |
| Gabriela Stacherova | K1          | 294.93        | 5e            | 268.63 | 11e    |
| Elena Kaliská       | K1          | 284.90        | 1er           | 255.95 | 4e     |

### Course en ligne

#### Hommes
| Athlète                                               | Compétition | Éliminatoires  | Éliminatoires | Demi-finales   | Demi-finales | Finale A       | Finale A |
| Athlète                                               | Compétition | Temps          | Rang          | Temps          | Rang         | Temps          | Rang     |
| ----------------------------------------------------- | ----------- | -------------- | ------------- | -------------- | ------------ | -------------- | -------- |
| Robert Erban                                          | K1 500m     | 1 min 43 s 109 | 4e            | 1 min 42 s 300 | 6e           | Eliminé        | Eliminé  |
| Ratislav Kuzel                                        | K1 1000m    | 3 min 38 s 893 | 3e            | 3 min 43 s 203 | 5e           | Eliminé        | Eliminé  |
| Juraj Bača Michal Riszdorfer                          | K2 500m     | 1 min 32 s 026 | 2e            | 1 min 31 s 484 | 4e           | Eliminé        | Eliminé  |
| Juraj Bača Michal Riszdorfer                          | K2 1000m    | 3 min 16 s 854 | 3e            | Non disputé    | Non disputé  | 3 min 18 s 325 | 6e       |
| Robert Erban Richard Riszdorfer Juraj Tarr Erik Vlček | K4 1000m    | 3 min 00 s 955 | 2e            | Non disputé    | Non disputé  | 2 min 57 s 696 | 4e       |
| Slavomír Kňazovický                                   | C1 500m     | 1 min 52 s 146 | 3e            | Non disputé    | Non disputé  | 2 min 29 s 259 | 4e       |
| Peter Pales                                           | C1 1000m    | 3 min 58 s 036 | 3e            | Non disputé    | Non disputé  | 4 min 03 s 091 | 9e       |
| Jan Kubica Mario Ostrcil                              | C2 500m     | 1 min 47 s 934 | 7e            | 1 min 48 s 749 | 8e           | Eliminé        | Eliminé  |
| Jan Kubica Mario Ostrcil                              | C2 1000m    | 3 min 40 s 865 | 5e            | 3 min 45 s 636 | 5e           | Eliminé        | Eliminé  |

#### Femmes
| Athlète          | Compétition | Éliminatoires  | Éliminatoires | Demi-finales   | Demi-finales | Finale A | Finale A |
| Athlète          | Compétition | Temps          | Rang          | Temps          | Rang         | Temps    | Rang     |
| ---------------- | ----------- | -------------- | ------------- | -------------- | ------------ | -------- | -------- |
| Marcela Erbanova | K1 500m     | 1 min 55 s 782 | 6e            | 1 min 59 s 472 | 8e           | Eliminé  | Eliminé  |

## Cyclisme

### Route

#### Hommes
| Athlète        | Compétition     | Temps           | Rang |
| -------------- | --------------- | --------------- | ---- |
| Roman Broniš   | Course en ligne | DNF             | /    |
| Róbert Nagy    | Course en ligne | DNF             | /    |
| Martin Riška   | Course en ligne | 5 h 52 min 47 s | 89e  |
| Milan Dvorščík | Course en ligne | 5 h 51 min 53   | 86e  |

### Piste

#### Hommes
| Athlète   | Compétition          | Qualification | Seizièmes de finale      | Repêchages               | Huitièmes de finale      | Repêchages               | Quarts de finale         | Match de classement | Demi-finales             | Match pour le bronze     | Match pour le bronze | Finale                   | Finale  |
| Athlète   | Compétition          | Temps Vitesse | Adversaire Temps Vitesse | Adversaire Temps Vitesse | Adversaire Temps Vitesse | Adversaire Temps Vitesse | Adversaire Temps Vitesse | Rang                | Adversaire Temps Vitesse | Adversaire Temps Vitesse | Rang                 | Adversaire Temps Vitesse | Rang    |
| --------- | -------------------- | ------------- | ------------------------ | ------------------------ | ------------------------ | ------------------------ | ------------------------ | ------------------- | ------------------------ | ------------------------ | -------------------- | ------------------------ | ------- |
| Jan Lepka | Vitesse individuelle | 10 s 530      | Défaite Australie        | Défaite États-Unis       | Eliminé                  | Eliminé                  | Eliminé                  | Eliminé             | Eliminé                  | Eliminé                  | Eliminé              | Eliminé                  | Eliminé |

| Athlète          | Compétition | 1er round | Repêchage | Demi-Finales | Finale  |
| Athlète          | Compétition | Rang      | Rang      | Rang         | Rang    |
| ---------------- | ----------- | --------- | --------- | ------------ | ------- |
| Jaroslav Jeřábek | Keirin      | 5e        | DNF       | Eliminé      | Eliminé |

| Athlète                                  | Compétition         | Qualification        | Qualification | Demi-finale                     | Finale                          | Finale  |
| Athlète                                  | Compétition         | Temps Vitesse (km/h) | Rang          | Adversaire Temps Vitesse (km/h) | Adversaire Temps Vitesse (km/h) | Rang    |
| ---------------------------------------- | ------------------- | -------------------- | ------------- | ------------------------------- | ------------------------------- | ------- |
| Peter Bazalik Jan Lepka Jaroslav Jeřábek | Vitesse par équipes | 45 s 659             | 7e            | 45 s 523                        | Eliminé                         | Eliminé |